# Gerard van Lankveld
Gerard van Lankveld (Gemert, 1 januari 1947) is een Nederlands kunstenaar. Hij geldt als een vertegenwoordiger van de outsiderkunst.

## Artistieke thema's
Van Lankveld bouwde in zijn woning en tuin aan Stereind 3 in Gemert het keizerrijk Monera Carkos Vlado, dat hij zelf verwoordt als "schuilplaats voor de wereld van buitenaf". Hij kroonde zichzelf tot keizer. Lange tijd had hij naar eigen zeggen zijn zelf bedachte rijk nodig om zich in de wereld daarbuiten te kunnen handhaven.
De eigen wereld van Gerard van Lankveld ontstond doordat hij als vijftienjarige 'stom en gek' verklaard werd door leeftijdgenoten, die hem ook voortdurend pestten. Hij ontsnapte naar een eigen wereld. Hij bouwde een vliegtuig-constructie, een heus werkende stoomtrein en een ingewikkeld astronomisch uurwerk (o.a. te zien in het gemeentehuis van Gemert). In de loop van de tijd nam deze eigen wereld steeds concretere vormen aan en werd een rijk, een eigen staat. Van Lankveld voorzag zijn rijk van allerhande voorwerpen. Hij zorgde niet alleen voor een eigen tijdmeting (klokken), maar ook voor vliegtuigen en een duikboot. Hij bouwde een stoomtrein en tractor en communicatiemiddelen als telefoons en een filmcamera. Daarnaast construeerde hij natuurkundige instrumenten als een voltmeter, een barometer, een vochtigheidsmeter en een weerstation. Hij richtte monumenten en gedenktekens op, maakte sieraden en ontwierp een postzegel, een vlag, eigen geld en een volkslied.
Voor de gemeente Gemert maakte Van Lankveld Klaïda, een metershoog en kleurig kunstwerk met tal van ornamenten die aan kerken en kastelen herinneren. Het is opgebouwd uit metalen onderdelen en bevindt zich aan de westelijke rondweg.
Gerard van Lankveld werd geportretteerd voor de 27ste aflevering van het televisieprogramma Paradijsvogels uitgezonden door de AVRO op 9 december 1995.

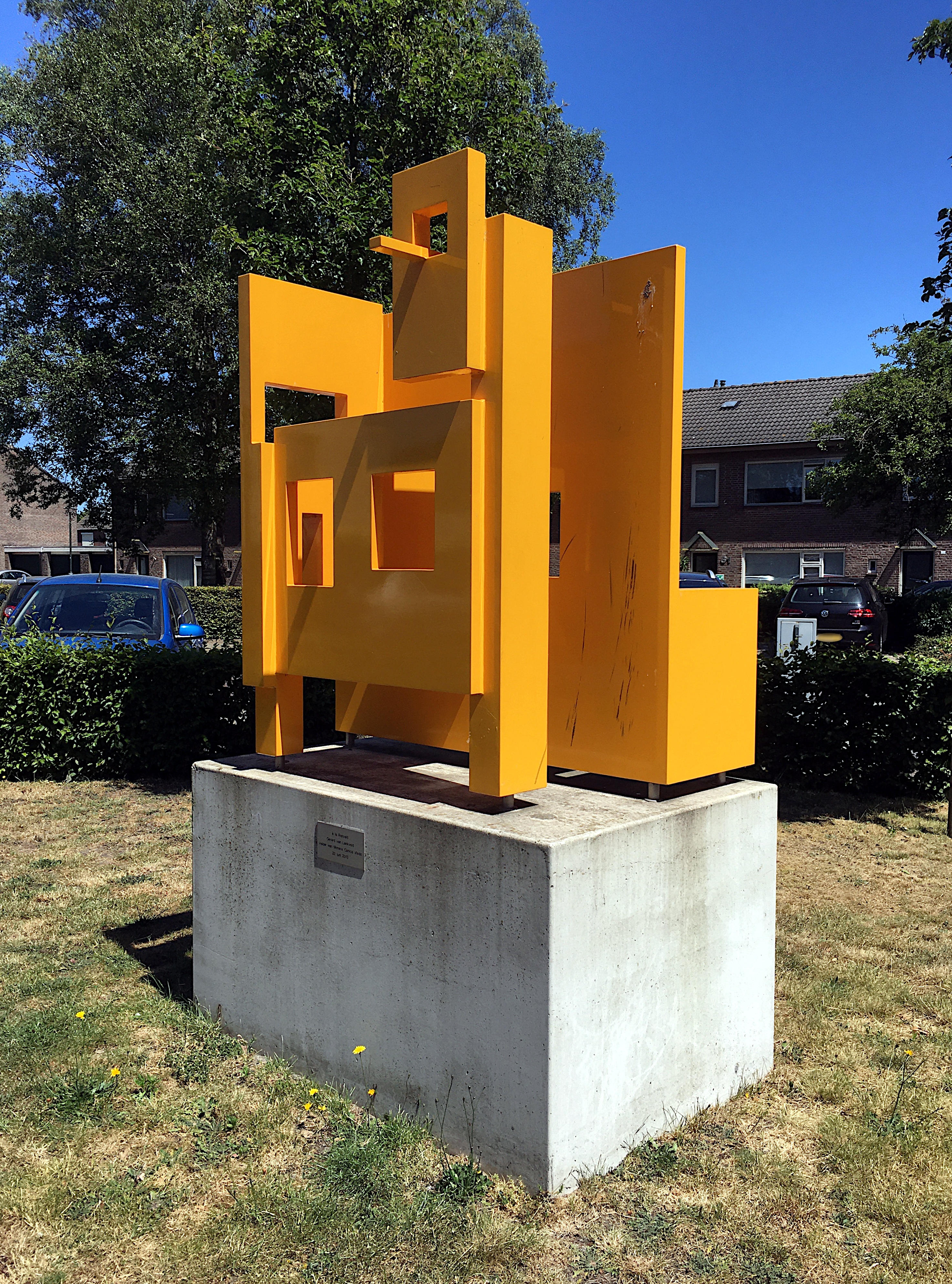
A la Rietveld
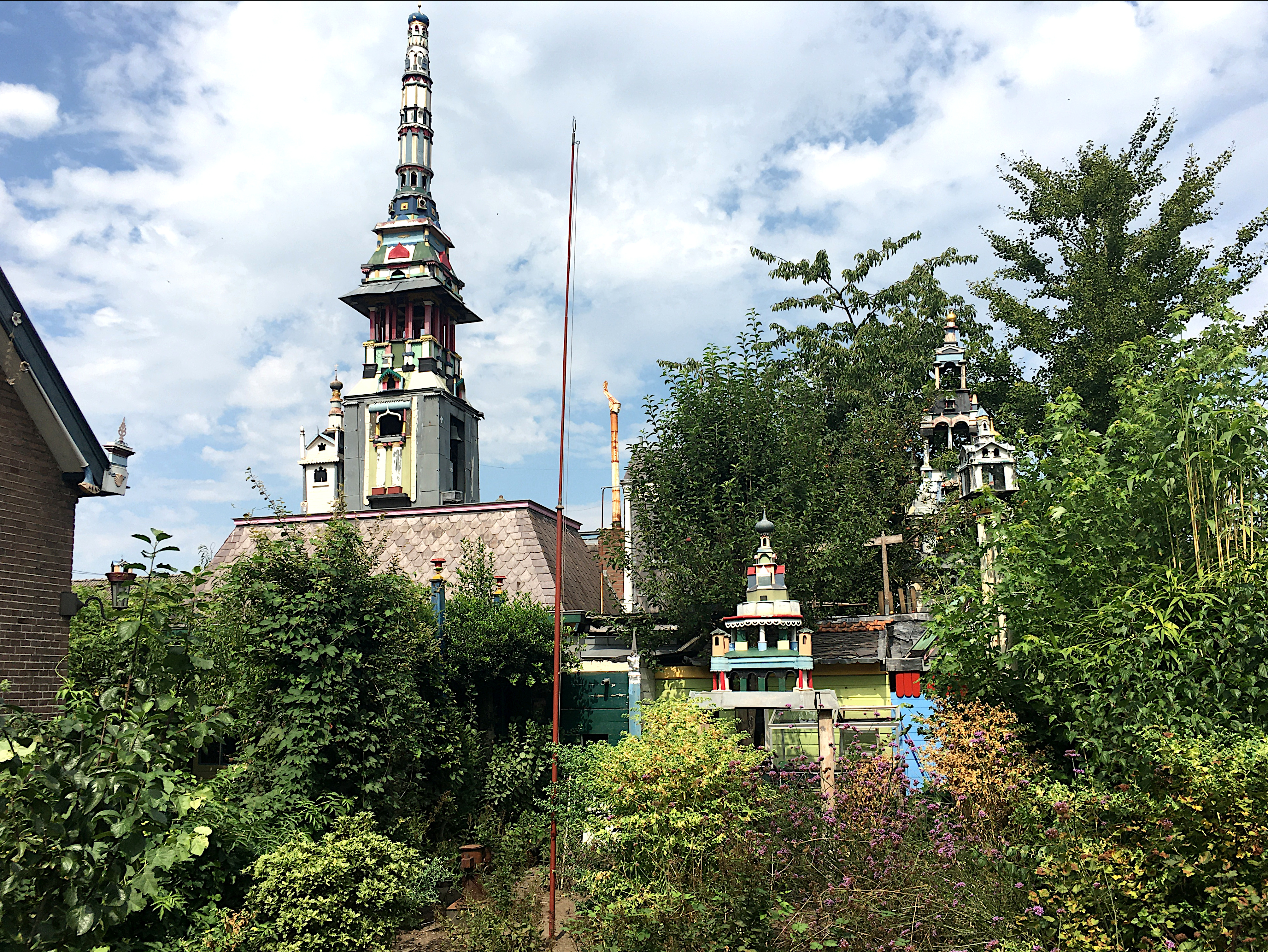
Monera Carkos Vlado